# Memorie d'infanzia
Memorie d'infanzia o Ricordi d'infanzia (rumeno Amintiri din copilărie pronunciato /aminˈtirʲ din kopiləˈri.e/), conosciuto anche come Ricordi dell'infanzia, Ricordi della mia infanzia o Ricordi della mia fanciullezza è una delle principali opere letterarie dell'autore rumeno Ion Creangă.
Maggiore delle sue due opere di memorie, include alcuni dei più significativi esempi di racconti in prima persona nella letteratura rumena, ed è considerato dalla critica il capolavoro del Creangă.
Strutturato in capitoli separati scritti nel corso di diversi anni (dal 1881 al 1888 circa), è stato letto in parte di fronte al Junimea club letterario in Iași. 
Mentre tre delle quattro sezioni sono state pubblicate nel corso della vita del Creangă dalla rivista Junimea Convorbiri Literare, la parte finale rimase incompleta alla morte dello scrittore. 
Il libro offre un'approfondita descrizione dei primi anni di vita Ion Creanga in quello che era allora lo stato di Romania (regione Moldova, provincia Iasi)  con un'approfondita descrizione dell'ambiente sociale relativo al suo universo infantile, descrivendo rapporti fra il suo eroe, cui si riferisce con l'ipocoristico e patronimico "Nică al lui Ștefan a Petrei" o "Nic-a lui Ștefan a Petrei" ("Nica di Ștefan di Petru"), e le varie persone della sua vita. 
Segue il corso dell'età di Nică, da un periodo idilliaco trascorso nel remoto villaggio di Humulești (ora parte della città di Târgu Neamț) all'adolescenza ribelle e alla formazione per sacerdozio rumeno ortodosso nei centri urbani di Fălticeni e Iași. 
Il flusso narrativo è spesso interrotto da lunghi e caratteristici monologhi, che rivelano la visione del mondo e i rimpianti di Creangă. 
Il testo stesso è noto per il suo uso caratteristico del lessico rumeno, compresa la sua compiuta interpretazione delle particolarità del moldavo dialettale. 
Ricordi d'infanzia ha conosciuto diverse edizioni fin dalla sua ristampa 1890, e venne considerato un classico della locale letteratura per l'infanzia.
È stato una fonte di ispirazione per molti autori, e fu la base per il film del 1964 di Elisabeta Bostan "Amintiri din copilărie". 

## Narrativa

### Primo capitolo
Il racconto di Creangă si apre con un lungo monologo e una nostalgica descrizione della sua terra, con una breve panoramica della storia di Humulești e la condizione sociale della sua famiglia.
Il primo capitolo presenta e descrive diversi personaggi direttamente legati ai primi anni di scuola di Nica: Vasile a Ilioaei, il giovane insegnante chierico ortodosso, che lo arruola nella nuova classe; il superiore Vasile, il severo parroco; Smărăndița, la figlia intelligente, ma maltrattata dal sacerdote; il padre di Creangă, Ștefan e la madre Smaranda. Uno dei primi episodi narrati nel libro racconta delle punizioni corporali raccomandate dal sacerdote: i bambini erano fatti sedere su una sedia conosciuta come Calul Balan ("Cavallo Bianco") e legati con un dispositivo chiamato Sfântul Nicolai (oppure " San Nicola ", come il santo patrono della scuola). 
Il frammento è anche una divertente retrospettiva delle sue interazioni con gli altri bambini, dal loro passatempi preferiti (catturare le mosche con il testo liturgico) agli scherzi di Creangă a Smărăndița e l'abuso di punizioni corporali da un geloso tutore.
Creangă racconta la sua delusione precoce per le attività scolastiche e la voglia di marinare la scuola, rimarcando che le sue motivazioni per frequentare la scuola erano la promessa di una carriera da sacerdote, sotto lo stretto controllo della madre, le prospettive di impressionare Smărăndița e i benefici materiali di cantare nel coro. La scuola è però bruscamente interrotta quando Vasile Ilioaei è preso al laccio per la strada e arruolato con la forza nell'esercito moldavo. Dopo aver trascorso poco tempo sotto la guida del maestro Iordache, che descrive come un ubriacone, uno scoppio improvviso di colera uccide il maestro e costringe Smaranda e Ștefan a mandare il figlio fuori dal villaggio.
Nica segue il percorso della transumanza e deve occuparsi delle cure dei pastori, ma si ammala di colera, e, al ritorno a casa con la febbre alta, è immediatamente curato con un rimedio popolare di aceto e levistico.
Qualche tempo dopo, sostenendo di non poterselo permettere, Ștefan ritira il figlio da scuola. 
Grazie all'insistenza di Smaranda, il bambino segue il suo nonno materno David Creangă a Broșteni, dove col cugino Dumitru è iscritto ad una scuola più accessibile. 
Ciò richiede un adattamento da parte dei Nica e Dumitru, entrambi piangono i loro capelli lunghi che sono rasati per ordine del nuovo insegnante. 
Entrambi sono ospitati da una donna di mezza età, Irinuca, in una piccola casa sulla Bistrița, dove la loro vicinanza alle capre causa un'infezione di scabbia. 
Creangă racconta poi come, nel tentativo di curarsi con frequenti bagni nel fiume, col cugino smuova un masso che rotola giù e travolge la casa di Irinuca. 
Dopo aver lasciato Broșteni in fretta e trascorso un po' a Borca, i due ragazzi si affrettano a tornare alla casa di David Creangă a Pipirig.
Dopo un movimentato viaggio attraverso il Carpazi orientali, i due ragazzi arrivano nel villaggio, dove vengono accolti da Nastasia, moglie di Davide, che cura la loro scabbia utilizzando un altro rimedio locale, l'estratto di betulla.